# Аз обичам неустоимия Хуан
„Аз обичам неустоимия Хуан“ (на испански: Yo amo a Juan Querendón) е мексиканска теленовела, режисирана от Лили Гарса и Маурисио Родригес, и продуцирана от МаПат Лопес де Сатарайн за Телевиса през 2007 г. Адаптация е на колумбийската теленовела Pedro el escamoso, създадена от Луис Фелипе Саламанка и Даго Гарсия.
В главните роли са Едуардо Сантамарина и Майрин Вилянуева, а в отрицателните - Алексис Аяла, Арлет Теран, Дасия Аркарас и Рене Варси. Специално участие вземат Сесар Евора и първата актриса Силвия Паскел.

## Сюжет
Аз обичам неустоимия Хуан ни разказва за живота на Хуан Домингес, женкар и нагъл мъж, който трябва да избяга от родното си място и да отиде в град Мексико. В големия град животът на Хуан се променя драстично, след като се запознава с Паула, в която се влюбва, и със Самуел Качон, глава на семейството, което го приютява. Той е обгрижван съпругата на Самуел, Нидия, и дъщерите му, Марели и Ядира.
Несъзнателно, Хуан създава мрежа от лъжи за миналото си, за да може да спечели доверието на семейство Качон. Той търси работа във фирмата „Фарел“, където се запознава с Паула, в която се влюбва, но тя има връзка със собственика на фирмата – Сесар Луис Фарел. Въпреки това, Хуан не се отказва и решава да се бори за любовта си.
След смъртта на Самуел, Нидия научава, че съпругът ѝ има дъщеря от любовницата си, Ана, тази дъщеря се оказва Паула. В завещанието си, с помощта на Алирио, Самуел оставя голяма част от богатството си на Паула, но Нидия решава да скрие тази клауза.
Всички тези заплитания и смешни ситуации са в основата на Аз обичам неустоимия Хуан.

## Актьори
Част от актьорския състав:
- Едуардо Сантамарина – Хуан Домингес Корал
- Майрин Вилянуева – Паула Давила Ескобар / Паула Качон Давила
- Алексис Аяла – Сесар Луис Фарел Карбайо / Сандро Аренас
- Силвия Паскел – Нидия Естела Де ла Куева Перес вдовица де Качон
- Сесар Евора – Самуел Качон
- Мария Марсела – Ана Давила Ескобар
- Флоренсия де Сарачо – Марели Качон Де ла Куева
- Дасия Аркарас – Ядира дел Пилар Качон Де ла Куева
- Роберто Д'Амико – Алирио Перафан Роча де Франсиско
- Арлет Теран – Ивон Москера Еспехо
- Педро Ромо – Пастор Гайтан Гарсия
- Артуро Барба – Фернандо Лара Лора
- Еухенио Бартилоти – Енрике Буено Линдо
- Рене Варси – Моника Берокал Толедо де Фарел
- Роберто Сен – Ангарита Калво Гарсия
- Нестор Емануел – Луис Давила
- Йоланда Вентура – Лаура Берокал
- Алекс Сирвент – Ектор
- Лисардо – Фред Дел Кастро
- Лус Мария Агилар – Пепита Помпосо
- Шарис Сид – Йоланда
- Алехандра Барос – Сусана
- Клаудия Елиса Агилар – Проф. Гомес
- Гастон Тусет – Лоренсо Помпосо
- Пабло Монтеро – Себе си
- МаПат Лопес де Сатарайн – Себе си
- Рене Стриклер – Себе си
- Рикардо Вера – Проф. Тейо
- Марко Муньос – Енрике

## Премиера
Премиерата на Аз обичам неустоимия Хуан е на 12 февруари 2007 г. по Canal de las Estrellas. Последният 260. епизод е излъчен на 8 февруари 2008 г.

## Награди и номинации
Награди TVyNovelas 2008
| Категория                           | Номинация               | Резултат   |
| ----------------------------------- | ----------------------- | ---------- |
| Най-добра теленовела                | МаПат Лопес де Сатарайн | Номинирана |
| Най-добра актриса в главна роля     | Майрин Вилянуева        | Номинирана |
| Най-добър актьор в главна роля      | Едуардо Сантамарина     | Номиниран  |
| Най-добра актриса в поддържаща роля | Силвия Паскел           | Номинирана |
| Най-добър актьор в поддържаща роля  | Еухенио Бартилоти       | Номиниран  |
| Най-добра история или адаптация     | Габриела Ортигоса       | Номинирана |

Награди ACE
| Година | Категория               | Номинация     | Резултат |
| ------ | ----------------------- | ------------- | -------- |
| 2008   | Женско лице на годината | Силвия Паскел | Печели   |

Награди Bravo 2008
| Категория                | Номинация     | Резултат |
| ------------------------ | ------------- | -------- |
| Най-добро женско участие | Силвия Паскел | Печели   |

## DVD
Телевиса издава DVD с по-значимите епизоди на сериала.

## Версии
- Pedro el escamoso, колумбийска теленовела от 2001 г., продуцирана от Caracol Television, с участието на Мигел Варони и Сандра Рейес.
- Coração Malandro, португалска теленовела от 2003 г., с участието на Пепе Рапасоте и Маргарида Мариньо.